# Artemis (månkrater)
För andra betydelser, se Artemis (olika betydelser).
Artemis är en liten nedslagskrater på månens framsida. 
Kratern är uppkallad efter Artemis som i den grekiska mytologin var månens gudinna. Kratern fick sitt namn officiellt tilldelat av den Internationella astronomiska unionen (IAU) år 1976.  

### Fotnoter
1. 1 2  NASA. ”Moon nomenclature - Crater” (på engelska). på http://lunar.arc.nasa.gov/ The Lunar Prospector Website, NASA Ames Research Center. Arkiverad från originalet den 5 juli 2009. https://web.archive.org/web/20090705213229/http://lunar.arc.nasa.gov/printerready/science/geography_items/carters/craters_a.html. Läst 17 maj 2009.
2. 1 2 3 4  Deskriptiva data om månekratrar på USA:s geologiska instituts webbplats. (Klicka på det relevanta namnet): USGS och IAU (2009). ”Gazetteer of Planetary Nomenclature - Moon Nomenclature: Crater, craters” (på engelska). från http://planetarynames.wr.usgs.gov/ Astrogeology Research Program, U.S. Geological survey. Arkiverad från originalet den 7 mars 2010. https://web.archive.org/web/20100307113446/http://planetarynames.wr.usgs.gov/jsp/FeatureTypesData2.jsp?systemID=3&bodyID=11&typeID=9&system=Earth&body=Moon&type=Crater,%20craters&sort=AName&show=Fname&show=Lat&show=Long&show=Diam&show=Stat&show=Orig. Läst 17 maj 2009.
3. 1 2  Lista över officiella namn på månkratrar från en tysk astronomihemsida: ”Krater mit individuellem Namen” (på tyska). från http://www.astrolink.de/. http://www.astrolink.de/p012/p01204/p01204090000a.htm.
4. ↑  I allmänhet tilldelade IAU de officiella namnen till kratrarna på månens framsida år 1935, till kratrarna på månens baksida år 1970, och slutligen har vissa mindre kratrar (som tidigare ansågs vara satellitkratrar) fått nya namn från 1973 och framåt. Se :
  - (engelska) USA:s geologiska undersökning: ”Gazetteer of Planetary Nomenclature - History of Planetary Nomenclature”. från http://planetarynames.wr.usgs.gov/ Astrogeology Research Program, U.S. Geological Survey. http://planetarynames.wr.usgs.gov/history.html.
  - (franska) Mario Tessier (10 mars 1998). ”La cartographie lunaire: des origines au XXeme siècle (Månens kartografi: Från begynnelsen till det 20:e århundradet)”. från http://pages.infinit.net/noxoculi/ Nox Oculis. Arkiverad från originalet den 5 december 2008. https://web.archive.org/web/20081205073741/http://pages.infinit.net/noxoculi/lune3.html. Läst 15 augusti 2009.